# Reprezentacja Brazylii w piłce nożnej plażowej mężczyzn
Reprezentacja Brazylii w piłce nożnej plażowej - reprezentuje Brazylię na międzynarodowych rozgrywkach beach-soccerowych. Jest to najbardziej utytułowany zespół w tej dyscyplinie.

## Mistrzostwa Świata
- 1995 - MISTRZOSTWO
- 1996 - MISTRZOSTWO
- 1997 - MISTRZOSTWO
- 1998 - MISTRZOSTWO
- 1999 - MISTRZOSTWO
- 2000 - MISTRZOSTWO
- 2001 - 4. miejsce
- 2002 - MISTRZOSTWO
- 2003 - MISTRZOSTWO
- 2004 - MISTRZOSTWO
- 2005 - 3. miejsce
- 2006 - MISTRZOSTWO
- 2007 - MISTRZOSTWO
- 2008 - MISTRZOSTWO
- 2009 - MISTRZOSTWO
- 2011 - 2. miejsce
- 2013 - 3. miejsce
- 2015 - Ćwierćfinał
- 2017 - MISTRZOSTWO
- 2019 - Ćwierćfinał
- 2021 - Ćwierćfinał
- 2024 - MISTRZOSTWO
- 2025 - MISTRZOSTWO

## Mistrzostwa CONCACAF-CONMEBOL
- 2005 - MISTRZOSTWO
- 2007 - nie startowała

## Mistrzostwa CONMEBOL
- 2006 - MISTRZOSTWO
- 2008 - MISTRZOSTWO
- 2009 - MISTRZOSTWO
- 2011 - MISTRZOSTWO

## Skład reprezentacji
Skład Brazylii na Mistrzostwach  Świata w Piłce Nożnej Plażowej 2025 
| Nr. | Pozycja   | Zawodnik     |
| --- | --------- | ------------ |
| 1   | Bramkarz  | Teleco       |
| 3   | Obrońca   | Antonio      |
| 4   | Obrońca   | Catarino     |
| 8   | Obrońca   | Thanger      |
| 10  | Obrońca   | Lucao        |
| 2   | Pomocnik  | Benjamin Jr. |
| 5   | Pomocnik  | Filipe       |
| 6   | Pomocnik  | Brendo       |
| 11  | Pomocnik  | Mauricinho   |
| 7   | Napastnik | Edson Hulk   |
| 9   | Napastnik | Rodrigo      |
| 12  | Bramkarz  | Tiago Bobo   |